# Eleftheros Typos
Eleftheros Typos (gr. Ελεύθερος Τύπος) – grecki dziennik założony w 1916 roku. Funkcjonował do 1927 roku, a jego wydawanie zostało wznowione w 1983 roku.
Nakład pisma wynosi 43 tys. egzemplarzy (dane opublikowane w 2003 roku).